# Quintette pour instruments à vent de Milhaud
Pour les articles homonymes, voir Quintette à vent (homonymie).
Le Quintette pour instruments à vent, op. 443, est une œuvre de musique de chambre pour quintette à vent de Darius Milhaud composée en 1973.

## Présentation
Le Quintette pour instruments à vent, pour flûte, hautbois, clarinette, basson et cor, est la dernière œuvre instrumentale de Milhaud. Elle est écrite à Genève durant l'été 1973, un an avant la mort du compositeur,.  
L'œuvre, dédiée à Madeleine Milhaud, est une commande de l'État pour le Quintette à vent d'Avignon. La partition est créée par l'ensemble commanditaire en 1975, à Avignon.  

## Structure
Le Quintette pour instruments à vent, d'une durée moyenne d'exécution de dix-sept minutes environ, est constitué de trois mouvements :
1. Animé ;
2. Lent ;
3. Allègre.

Pour Paul Collaer, le quintette, « d'une sévère austérité, peut être considéré comme une dernière affirmation de l'idéal du compositeur et de son intransigeante personnalité qui sut ne jamais faire de concessions ».
La partition est publiée par Eschig. Dans le catalogue des œuvres de Darius Milhaud, le Quintette pour instruments à vent porte le numéro d'opus 443,.